# پاکسازی قومی دره لاشوا
پاکسازی قومی دره لاشوا به موارد متعدد جنایات جنگی که در جریان جنگ بوسنی توسط نیروهای نظامی، سیاسی و رهبری کرواتهای جمهوری کروات بوسنی و هرزگوین علیه مسلمانان بوسنیایی در دره لاشوا انجام گرفت گفته می‌شود. این عملیات از می ۱۹۹۲ تا مارس ۱۹۹۳ ادامه داشت. این عملیات در راستای اهداف ملی گرایانه‌ای بود که توسط ملی گرایان کروات در نوامبر ۱۹۹۱ چیده شده بودند آغاز شد.
در جریان این عملیات مسلمانان دره لاشوا بر پایه عقیده سیاسی و مذهبی تحت تعقیب قرار گرفتند. بسیاری از مسلمانان مورد قتل‌عام، تجاوز و زندان در اردوگاه قرار گرفتند و بسیاری از خانه‌ها و اماکن فرهنگی مربوط به مسلمانان تخریب شدند.

## فیلم
واریور درامی دربارهٔ خاطرات سربازان حافظ صلح بریتانیایی است که برای حفاظت صلح تحت حمایت سازمان ملل به این منطقه ارسال شده‌بودند.